# 言語隠蔽効果
言語隠蔽効果（げんごいんぺいこうか、英語: verbal overshadowing）は、顔などの情報を言語化して説明するとその記憶の精度が損なわれる現象。
1990年にスクーラーとエングステラー＝スクーラーによって初めて報告され、さまざまな非言語的知識に対して、同様の効果が観察されている。
例えば、1932年のカーマイケルらの実験では、図形に対して補足説明を付けたものを記憶すると、後でその図形を描いてもらった場合にその図形が補足説明に引きずられる様子を示した。

## スクーラーとエングステラースクーラーによる発見
スクーラーとエングステラースクーラーは、1990年に言語隠蔽効果を初めて発表した。彼らの実験では、参加者は強盗のシミュレーションのビデオを見て、その後、強盗を言葉で説明するグループと関係ないタスクを行うグループ(対照群)に分けた。言葉での説明をした人は、対照群と比較して、リストから強盗を正しく識別する可能性が低かった。ビデオの5分後に言葉での説明をするより、リストから選ぶ直前に言葉での説明を行った場合、より大きくその傾向が見られた。
2008年のマイスナーとブリガムによるメタ分析も、小さいながらも確実に負の影響を示すもので、言語隠蔽効果を支持する結果であった。

## 言語隠蔽効果の一般的な影響
言語隠蔽効果は顔以外にも、非言語的知識と知覚的知識に依存するさまざまな種類の認知・記憶にもおよぶ。

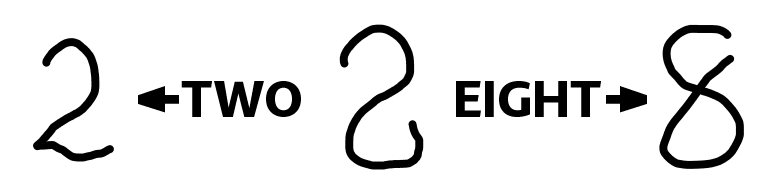
1932年のカーマイケルらの実験例、TWOという補足を付けると2の形にEIGHTの補足を付けると8に記憶が引きずられる

1932年のカーマイケルらの実験は、図形に対して補足説明を付けたものを記憶させて、後でその図形を描かせるとその図形がその単語に引きずられる様を示した。このため、視覚情報を言葉として記憶した場合、言葉化による記憶の劣化が起きると予想される。
言語隠蔽効果の影響を受ける非言語的知識には、
- 色（1990年、スクーラーとスクーラーとエングステラースクーラー）
- 抽象的な図形（1997年、ブランディモンテら）
- ワインテイスティング（1996年、メルチャーとスクーラー）
- 意思決定（1991年、ウィルソンとスクーラー）
- 視覚的な問題への回答（1993年、スクーラーら）
- 声（2002年、パーフェクトとハントとハリス）

などがある。

## 言語隠蔽効果に関する研究
2002年のペリゾンとブランディモンテとルッチョの実験は、視覚的、空間的、時間的な手がかりによる言語隠蔽効果の緩和の効果を示した。
2015年の波多野 文、上野 泰治、北神 慎司、川口 潤の研究では、言語隠蔽効果の様子を再現するコンピュータシミュレーションを行っている。
顔を見ている間に構音抑制（無関係な発声を繰り返す）を行った実験では、言語隠蔽効果は見られなかった。構音抑制を行った場合では、言語化をするグループでも、しないグループも、同様に正しい顔を選択できる可能性が低下していた。

### どんな人が影響を受けやすいか
顔の識別に対する言語隠蔽効果は、子供にも大人にも見られる。7〜8歳、10〜11歳、13〜14歳、大人を対象にした研究では、年齢が高いほど正しい説明の数が多くなったが、正しくない説明の数は変わらなかった。また、説明の正確さ、間を空ける時間、リスト中のどの人でも無いという選択肢があるテストかどうか、は正しい選択肢を選べる確率は変わらなかった。
2007年のキンレンとアダムスプライスとヘンレイの研究によると、高齢者は若い成人よりも言語隠蔽効果の影響を受けにくい。